# Teniatyska
Teniatyska – wieś w Polsce położona w województwie lubelskim, w powiecie tomaszowskim, w gminie Lubycza Królewska.
W latach 1975–1998 miejscowość administracyjnie należała do województwa zamojskiego.
Wieś jest sołectwem w gminie Lubycza Królewska. Według Narodowego Spisu Powszechnego z roku 2011 wieś liczyła 68 mieszkańców.
Teniatyska zostały osadzone w 1508 przez Wołochów. Pod koniec XIX w. niwa we wsi nosiła nazwę Machnówka. W okresie II Rzeczypospolitej wieś zamieszkana była w 95% przez Ukraińców (pozostałą część stanowili Polacy oraz Żydzi) i liczyła 1500 mieszkańców. Po zajęciu Teniatysk przez Armię Czerwoną, w 1940 w okolicy wsi wybudowano sieć betonowych bunkrów stanowiących fragment Linii Mołotowa. Po II wojnie światowej, w marcu 1946 większość ludności została przymusowo wysiedlona do USRR. Latem 1947, w ramach Akcji „Wisła”, pozostali mieszkańcy wsi zostali przesiedleni na Ziemie Odzyskane.
Wierni Kościoła rzymskokatolickiego należą do parafii Matki Bożej Różańcowej w Lubyczy Królewskiej.
Wieś zamieszkana jest w większości przez grekokatolików. W lesie, na terenie wsi, zachowały się szczątki cerkwi św. Dymitra z 1754 (po 1991 cerkiew zawaliła się i nie została odbudowana). Zachował się natomiast cmentarz greckokatolicki pochodzący z XVIII w.